# Pierre Fully
Pierre Fully est un haut fonctionnaire et homme politique français, né le 4 février 1894 à Saint-Étienne et décédé le 10 novembre 1940 à Bretagne-de-Marsan (Landes)

## Biographie
Après la guerre, il entre dans l’administration préfectorale. Chef de cabinet du préfet des Landes en 1918, sous-préfet de Saint-Sever en 1922, sous-préfet de Dax en 1931, préfet du Territoire-de-Belfort en 1935
Élu conseiller général du Canton de Montfort-en-Chalosse (Landes) en 1935, il est élu député radical des Landes en 1937.
Malade, il ne prend pas  part au vote du 10 juillet 1940 accordant les pleins pouvoirs au Maréchal Pétain, et meurt quelques mois plus tard dans un sanatorium.

### Sources
- « Pierre Fully », dans le Dictionnaire des parlementaires français (1889-1940), sous la direction de Jean Jolly, PUF, 1960 [détail de l’édition]